# Södermanlands runinskrifter 267
Södermanlands runinskrifter 267 är ett runstensfragment som 1854 hittades nära en å i Småhamra i Österhaninge socken. 
Runstensskärvan, som nu är förkommen, hade blott den korta inskriften: "hulfa", troligen början av personnamnet "Hol(m)fastr".
I samma område hittades 2011 Småhamrastenen.

## Inskriften
Translitterering av runraden:
[hulfa... ...]
Normalisering till runsvenska:
Hol(m)fa[str] ...
Översättning till nusvenska:
Holmfast
hulfa... är kanske samma namn hulfastr som finns på Sö 311—312.